# ジョン・コリア (作家)
ジョン・コリア（またはコリアー、John Collier, 1901年5月3日 - 1980年4月6日）はイギリス生まれの作家、脚本家。短編小説作家として知られ、その多くは1930年代、1940年代、1950年代にアメリカの雑誌『ザ・ニューヨーカー』に発表したものである。
それらは1951年に『Fancies and Goodnights』という1冊の本になって出版され、また、個々の短編はファンタジー短編集に加えられることが多い。同書で国際幻想文学賞、アメリカ探偵作家クラブ短編賞を受賞。
コリアの作品は、アンソニー・バージェス、レイ・ブラッドベリ、ニール・ゲイマン、ポール・セロー(en:Paul Theroux）らの賞賛を受けている。
初期のサイレント映画の女優シャーリー・パーマー（en:Shirley Palmer）と結婚した。

## 日本で刊行された著書
- 異色作家短篇集6 『炎のなかの絵』　村上啓夫訳、早川書房 1961年（1974年と2006年に再刊）
- 『モンキー・ワイフ : 或いはチンパンジーとの結婚』海野厚志 訳 序文西脇順三郎　跋文安岡章太郎　講談社 1977
- 『ジョン・コリア奇談集』中西秀男訳  サンリオSF文庫 1983
- 『ジョン・コリア奇談集2』中西秀男訳 サンリオ文庫 1984
- 『ザ・ベスト・オブ・ジョン・コリア』中西秀男 訳 筑摩書房 1989 (ちくま文庫)
- 『ナツメグの味』垂野創一郎, 小池滋, 吉村満美子, 和爾桃子 訳 河出書房新社 2007 (Kawade mystery)
- 『予期せぬ結末1 ミッドナイトブルー』井上雅彦編集、植草昌実訳　扶桑社文庫　2013

## 映画脚本
- 男装 (1935)
- 愛憎の曲 (1946)
- 山のロザンナ (1949)
- 三つの恋の物語 (1953)
- 嵐の中の青春 (1955)
- 大将軍 (1965)